# ثوم مائل
ثوم مائل (الاسم العلمي: Allium obliquum) هو نوع من النباتات يتبع جنس الثوم من فصيلة النرجسية.